# قشلاق گلمعلی صفر
قشلاق گلما لی نگهدار یک روستا در ایران است که در استان اردبیل واقع شده‌است. قشلاق گل مالی۶۱ نفر جمعیت دارد.